# Ударение
В езикознанието под ударѐние се разбира наблягането на определени срички в речевия поток. Обикновено всяка дума има точно едно ударение, макар че често дългите думи получават и второ ударение. Възможно е също някои от думите (обикновено едносрични) да нямат собствено ударение.
Начинът, по който става наблягането върху сричките, се различава при различните езици. При някои езици ударението представлява повишаване на височината на гласа, в такъв случай говорим за мелодично ударение. Такова ударение се среща например в сръбския и японския език, такова е било и старогръцкото ударение, а вероятно и ударението в старобългарския език. В други случаи ударението е свързано с удължаване дължината на сричката, тогава говорим за квантитативно ударение. Такова ударение се използва например в поезията на латински език. Ударението в българския, а и при много други езици, е силово (динамично). Традиционно се приема, че наблягането при силовото ударение се постига чрез придаване на по-голяма сила на гласа, макар че нови изследвания показват, че силовото ударение е с много по-сложна структура.
Когато ударението е върху последната сричка на думата, казваме, че е окситонно, когато е върху предпоследната сричка – парокситонно, а когато е върху третата сричка отзад напред, казваме, че ударението е пропарокситонно. Когато ударението е върху първата сричка на думата, казваме че е инициално.
При някои езици, като българския, ударението може да се среща навсякъде в думата – в началото, средата или края, а две думи с еднакъв звуков състав е възможно да се различават единствено по ударението (напр. въ̀лна, но вълна̀). Такова ударение наричаме неопределено. Ако при различните форми на една и съща дума е възможно ударението да се мести (например гра̀д, но градовѐ), говорим за подвижно ударение.
Когато ударението може да се намира на произволно място в думата, но все пак при една и съща дума не може да се мести на различни места, говорим за неподвижно ударение. Такова ударение има например в диалектите край Щип и Струмица (гра̀д-гра̀дове-гра̀довете).
Ако ударението е винаги на определено, фиксирано място в думите, говорим за определено ударение. Във френския език например ударението е винаги на последната сричка, а при финския език – на първата. Някои от македонските диалекти имат винаги парокситонно ударение, а други – винаги пропарокситонно (книжовната норма в Северна Македония е възприела за правилно пропарокситонното ударение).
Ударението при различните езици и диалекти може да се различава по силата си. Така например в Източна България ударението е по-силно, отколкото в западна, а край Пирин (особено в Разложко) често то е толкова слабо, че няма сила да поеме изцяло по-дългите думи, та става нужда да се появи второ ударение в думата (напр. во̀зглавнѝца, мага̀рета̀та, Мѝтровѝчина̀та ка̀шча).

## Знак за ударение в кодировката Unicode
Кодировката Unicode позволява да се представи знакът за ударение в българския език. Знакът за ударение „ ̀“ се кодира както U+0300 (код 768 в десетична бройна система). Знакът трябва да се набира непосредствено след удряната буква, в резултат на което ударението трябва да се изобрази над тази буква. Въпреки това в някои програми и при някои шрифтове правилното поставяне на ударение може да води до грешно визуално отместване на знака за ударение към следващата буква надясно.

## Букви с ударение
Ако не разполагате с друг начин да наберете ударена кирилска гласна, можете да я копирате оттук:
А̀, а̀, Ъ̀, ъ̀, О̀, о̀, У̀, у̀, Ѐ, ѐ, Ѝ, ѝ, Ю̀, ю̀, Я̀, я̀.